# Nati nel 1904/Senza giorno specificato
| Questa pagina contiene informazioni ricavate automaticamente dalle voci biografiche con l'ausilio del template Bio e di un bot. L'aggiornamento è periodico e automatico e ricostruisce completamente la pagina. Se manca una persona in questa lista, sei pregato di non aggiungerla, ma accertati piuttosto che la sua voce biografica contenga il template Bio e che i dati anagrafici siano correttamente compilati. Se il template Bio manca, inseriscilo tu stesso o, in alternativa, metti l'avviso {{tmp\|Bio}} che ne segnala la mancanza. Se i dati riportati sono sbagliati, correggi direttamente la voce biografica; le modifiche saranno visibili in questa lista entro pochi giorni. Per chiarimenti vedi il progetto biografie. La lista contiene solo le 76 persone che sono citate nell'enciclopedia e per le quali è stato implementato correttamente il template Bio. Pagina aggiornata al 10 ago 2025. |

- Norah Aiton, architetta britannica († 1989)
- Aldo Amaduzzi, economista italiano († 1991)
- Ubaldo Badas, architetto italiano († 1985)
- Luigi Berti, critico letterario, poeta e scrittore italiano († 1964)
- Teresa Adele Binda, partigiana e operaia italiana († 1944)
- Luigi Birarda, militare italiano († 1937)
- Guido Bortolameotti, presbitero italiano († 2002)
- Italo Brancucci, compositore italiano († 1958)
- Aladino Burza, partigiano italiano
- Frankie Campbell, pugile statunitense († 1930)
- Augusto Chini, pittore e decoratore italiano († 1998)
- Lia Corinaldi, insegnante, politica e sindacalista italiana († 1989)
- Vittorio Culpo, antifascista italiano († 1955)
- Umberto Dadone, allenatore di calcio italiano († 1982)
- Delhy Tejero, pittrice e illustratrice spagnola († 1968)
- Roberto Delli Ponti, calciatore italiano
- Nino Di Maria, scrittore e drammaturgo italiano († 1997)
- Luigi Diamante, pittore italiano († 1971)
- Tevfik Esenç, politico turco († 1992)
- Mario A. Ferrero, astronomo italiano († 1965)
- Domingo García Heredia, calciatore peruviano († 1986)
- Louis Gardet, arabista, islamista e storico delle religioni francese († 1986)
- Attilio Gasparro, militare italiano († 1943)
- Edward Pritchard Gee, naturalista britannico († 1968)
- Alexander Gerschenkron, economista russo († 1978)
- Vicente González, calciatore argentino
- Abdulla Goran, poeta curdo († 1962)
- Sarre Guarnieri, architetto italiano († 1933)
- Bernard Halpern, medico francese († 1978)
- Bruno Hervat, calciatore italiano
- Sadi Irmak, politico turco († 1990)
- Dmitrij Dmitrievič Ivanenko, fisico russo († 1994)
- Károly Kővágó, calciatore ungherese
- Angelo La Mantia, mafioso italiano († 1978)
- Joseph Lanza, mafioso italiano († 1968)
- Libero Leonardi, partigiano italiano († 1944)
- Mario Lupo, chimico e politico italiano († 1986)
- Renata Marini, attrice e doppiatrice italiana († 1972)
- Mare Marjanović, calciatore jugoslavo († 1983)
- Aldo Marzot, educatore italiano († 1976)
- Fausto Masi, ingegnere italiano († 2000)
- Mosco Carner, direttore d'orchestra, musicologo e critico musicale austriaco († 1985)
- Rocco Motto, imprenditore e carrozziere italiano († 1995)
- Rafael Méndez, calciatore boliviano († 1982)
- George Naccache, politico e editore libanese († 1972)
- Giuseppe Negretti, calciatore italiano
- Lino Nessi, calciatore paraguaiano
- Hans Neuburg, critico d'arte e designer svizzero († 1983)
- Mario Niccoli, storico delle religioni italiano († 1964)
- Pieter Oosterhoff, astronomo olandese († 1978)
- Stratos Pagioumtzis, cantante greco († 1971)
- Giovanni Palmiri, circense italiano († 1949)
- Carla Parsi-Bastogi, scrittrice italiana († 1986)
- Antonino Paternò Castello di San Giuliano, politico italiano († 1989)
- Julian Pękala, vescovo vetero-cattolico polacco († 1977)
- Louis Pevernagie, pittore belga († 1970)
- Armando Pica, militare e partigiano italiano († 1943)
- Maria Questa, pittrice italiana († 1988)
- Francesco Racanelli, medico italiano († 1978)
- Guy Reiss, astronomo francese († 1964)
- Michele Robecchi, partigiano italiano († 1944)
- José Ruiz Aguilar, calciatore messicano
- Mohammed Salim, calciatore indiano († 1980)
- William Segal, artista statunitense († 2000)
- Yehoshua Shneur Zalman Serebryanski, rabbino, mistico e educatore bielorusso († 1991)
- Hans-Joachim Staude, pittore tedesco († 1973)
- Benedetto Strampelli, oculista italiano († 1987)
- Ugo Tiberio, ingegnere italiano († 1980)
- Severino Tibi, calciatore italiano († 1977)
- Mario Vialardi, calciatore italiano († 1990)
- Bella Dodd, attivista statunitense († 1969)
- Branko Vukelić, agente segreto jugoslavo († 1945)
- Wang Shujin, artista marziale cinese († 1981)
- Giacomo Zaccaria, storico italiano († 1991)
- Sabiha Bengütaş, scultrice turca († 1992)
- Giuseppe Zwirner, matematico e antifascista italiano († 1979)